# 埔羗崙 (屏東縣)
埔羗崙，是臺灣屏東縣高樹鄉的一個傳統地域名稱，位於該鄉西南部。相較於今日行政區，其範圍大致包括新南村西北半部、鹽樹村不含東南端及東端及北端、田子村西北部、東振村西南部偏東南段。
本地區境內主要聚落為舊埔羗崙、新埔羗崙、鹽樹、新南勢，設有田子國小、新南國小。

## 歷史
台灣日治初期，埔羗崙地區為一街庄，稱為「埔羗崙庄」（舊制街庄），隸屬於港西上里。該庄昔日西北與中崙庄、土庫庄為鄰，東北與東振新庄、高樹下庄為鄰，東南邊為加蚋埔庄，東南邊為田仔庄，南邊為鹽埔庄、彭厝庄，西南邊為武洛庄。
1901年（日治明治三十四年）11月11日，全台廢縣廳改設二十廳，該庄隸屬於阿猴廳。1904年（明治三十七年）4月15日，該庄編入「加蚋埔區」，隸屬於阿猴廳。1905年（明治三十八年）4月1日，阿猴廳改稱「阿緱廳」。1909年（明治四十二年）10月25日，全台合併二十廳為十二廳，加蚋埔區仍隸屬於阿緱廳。1920年（大正九年）10月1日，全台地方制度大改正，廢十二廳改設五州二廳，該庄改制為「埔羗崙」大字，隸屬於高雄州屏東郡高樹庄（新制街庄）。
戰後高樹庄改制為高樹鄉，隸屬於高雄縣，大字亦改制為村。1950年（民國39年）10月1日，高、屏分治，高樹鄉改隸屬於屏東縣。

## 聚落
本地區發展較早的聚落為舊埔羗崙、新埔羗崙、鹽樹、新南勢，在日治初期的官方地圖上已有記載。

## 交通
省道台22線俗稱「旗楠公路」，是楠梓至高樹的幹道，經過本地區南部及東南部邊界地帶暨新南勢聚落、新埔羗崙聚落東郊。由該道路西行可前往里港鄉、里港鄉/九如鄉交界地帶、高雄市旗山區/大樹區交界地帶、燕巢區南部、大社區西北端等地；東行可前往高樹鄉高樹市區，並止於省道台27線轉角路口。
鄉道屏6線是田子至北泰山的道路，其西側端點（起點）位於本地區東南部邊界地帶偏北側的省道台22線路口。
鄉道屏8線是新南勢至泰山的道路，其西側端點（起點）位於本地區東南部邊界地帶偏南側、新南勢聚落東南側的省道台22線路口。

## 學校
- 田子國小
- 新南國小